# Rhaphidophora calophylla
Rhaphidophora calophylla — вид квіткових рослин із родини Araceae, роду Rhaphidophora. Це ліана, рідним ареалом якої є зх. Індія, Китай (Юньнань), Бангладеш, М'янма.